# 范才骙
范才骙（1914年—），台湾财经要人。字連峰，浙江鄞县（今宁波市鄞州区）人。

## 生平
早年赴上海求学，肄業於上海光華大學。不久考入國民政府財政部税務專門學校。畢業後，奉派任职于財政部江海關。在上海期间，曾任上海沪西棉纺业工会会长，上海市工人福利委员会（简称“工福会”）副主任委员、总干事。抗日戰争初期，在国民政府行政院戰地政務委员会任职。
当选第一届制宪行宪国民大会代表。
1949年，移居台湾。曾任光復大陸設計研究委員會委员。1957年，出任东吴大学總務主任兼出納主任。曾任台湾英德可公证公司董事长。曾任台北市公证商业同业公会理事长。
是台北市公證商業同業公會第五届理事长，第六屆常務監事。